# Monte Riley
Il Monte Riley (in lingua inglese: Mount Riley) è una montagna antartica, alta 2100 m, situata lungo il fianco nordorientale della Long Valley, subito a occidente del California Plateau, nei Monti della Regina Maud, in Antartide.

## Storia
Il monte è stato mappato dall'United States Geological Survey (USGS) sulla base di ispezioni in loco e foto aeree scattate dalla U.S. Navy nel periodo 1960-64.
La denominazione è stata assegnata dall'Advisory Committee on Antarctic Names (US-ACAN) in onore del sottotenente di vascello Stephen G. Riley, della U.S. Navy, ufficiale fotografico della squadriglia VX-6 durante l'Operazione Deep Freeze del 1966 e 1967.